# Haemorhous
Haemorhous är ett fågelsläkte i familjen finkar inom ordningen tättingar. Släktet omfattar tre arter med utbredning från södra Kanada till sydvästra Mexiko:
- Purpurfink (H. purpureus)
- Härmfink (H. cassinii)
- Husfink (H. mexicanus)

Arterna betraktades tidigare som de enda amerikanska representerna i rosenfinkssläktet Carpodacus. Genetiska studier visar dock att de är närmare släkt med siskorna.